# رومن بزیاک
رومن بزیاک (انگلیسی: Roman Bezjak؛ زادهٔ ۲۱ فوریهٔ ۱۹۸۹) بازیکن فوتبال اهل اسلوونی است.
از باشگاه‌هایی که در آن بازی کرده‌است می‌توان به باشگاه فوتبال رییکا و باشگاه فوتبال لودوگورتس رازگراد اشاره کرد.
وی همچنین در تیم ملی زیر ۱۹ سال اسلوونی، زیر ۲۱ سال اسلوونی، و اسلوونی بازی کرده‌است.